# Geranomyia eurygramma
Geranomyia eurygramma is een tweevleugelige uit de familie steltmuggen (Limoniidae). De soort komt voor in het Neotropisch gebied.